# Aeroporto di Kerteh
L'Aeroporto di Kerteh (IATA: KTE, ICAO: WMKE) (in malese: Lapangan Terbang Kerteh), definito come domestico dal Department of Civil Aviation Malaysia, è un aeroporto domestico malese situato a 4,5 km a nord ovest della città di Kerteh nello Stato federato di Terengganu. La struttura è dotata di una pista di asfalto lunga 1362 m, l'altitudine è di 5 m, l'orientamento della pista è RWY 16-34. L'aeroporto è aperto al traffico commerciale.